# Adam Rodríguez
Adam Rodríguez (Nueva York, 2 de abril de 1975) es un actor estadounidense. Es más conocido por su papel de Eric Delko en CSI: Miami.

## Biografía

### Inicios
Rodríguez nació en New York, Estados Unidos. Es hijo de Ramón Rodríguez, un ejecutivo de la Cámara de Comercio Hispana de Estados Unidos, y de Janet Rodríguez, una agente de pasajes. Es descendiente de cubanos y puertorriqueños. Creció en Nueva York, aunque estudió en el Clarkstown North High School de New City, donde se graduó en 1993.
Rodríguez acudió a las audiciones para La hora de Bill Cosby cuando tenía diez años de edad. En ese tiempo anhelaba ser jugador profesional de béisbol pero una lesión hizo que se volcara en la actuación y participó en un teatro para jóvenes en Nueva York.

### Carrera
Ha aparecido en series como Brooklyn South, A dos metros bajo tierra, Law & Order, C.S.I., Felicity, Roswell , Policías de Nueva York (NYPD Blue) y Mentes criminales. Incluso participó en el vídeo musical de Jennifer Lopez en 1999, «If You Had My Love».

### Vida personal
Rodríguez se casó con la modelo Grace Gail en 2016. Tienen dos hijas, Frankie Elle (2014), Georgie Daye (2017) y un hijo, Bridgemont Bernard (2020).

## Filmografía

### Televisión
| Año         | Título                             | Papel                     | Notas                                                                          |
| ----------- | ---------------------------------- | ------------------------- | ------------------------------------------------------------------------------ |
| 1997        | Policías de Nueva York (NYPD Blue) | Policía de uniforme       | 1 episodio                                                                     |
| 1997 - 1998 | Brooklyn South                     | Oficial Hector Villanueva | Papel principal                                                                |
| 1999        | Ley y orden (Law & Order)          | Chino                     | 1 episodio                                                                     |
| 1999 - 2000 | Felicity                           | Erik Kidd                 | 3 episodios                                                                    |
| 2001 - 2002 | Roswell                            | Jesse Ramírez             | 17 episodios                                                                   |
| 2002        | CSI: Las Vegas                     | Eric Delko                | 1 episodio                                                                     |
| 2002 - 2012 | CSI: Miami                         | Eric Delko                | Papel protagonista                                                             |
| 2004        | CSI: Nueva York                    | Eric Delko                | 1 episodio                                                                     |
| 2004        | A dos metros bajo tierra           | Kenny Simms               | 1 episodio                                                                     |
| 2009 - 2010 | Ugly Betty                         | Bobby Talercio            | 4ª temporada                                                                   |
| 2010        | Psych                              | Tommy                     | 1 episodio temporada 5, capítulo 5"Shawn y Gus en Drag (Racing)" pareció 11:04 |
| 2012        | Magic Mike                         | Tito                      |                                                                                |
| 2013        | The Goodwin Games                  | Ivan                      | 4 episodios                                                                    |
| 2015        | Magic Mike XXL                     | Tito                      |                                                                                |
| 2015        | Jane the Virgin                    | Jonathan Chavez           | Recurrente en 2ª temporada                                                     |
| 2016-       | Mentes criminales                  | Luke Alvez                | Principal Temporada 12-16                                                      |
| 2019        | El final del paraíso               | Mesero                    | Invitado                                                                       |